# Eurolines
De merknaam Eurolines omvat een groep van 29 onafhankelijke busbedrijven, die samen het grootste Europese netwerk van lange-afstandslijnbussen vormen. Het merk bestaat sinds 1985. In Frankrijk, Portugal, België en Nederland is Transdev volledig eigenaar van Eurolines. Het netwerk omvat meer dan 500 bestemmingen op het gehele Europese continent en in Marokko. Per jaar worden circa 4 miljoen passagiers vervoerd. Eurolines gebruikt nog aanvullend het handelsmerk ´Europabus´ van het vroegere Europese lijndienstenbusnetwerk.
Een aantal aspecten, zoals de kaartverkoop, wordt gezamenlijk gedaan. Ook is een gemeenschappelijke kwaliteitsstandaard vastgelegd en zijn de verkoop- en reisvoorwaarden geharmoniseerd. Door de relatief decentrale organisatievorm is het belang van Eurolines in sommige delen van Europa groter dan elders en kan de geboden service per land uiteenlopen.
Op 2 mei 2019 werd bekend dat FlixBus Eurolines overgenomen heeft.

## Ontstaan en organisatie van Eurolines

### Algemeen
Het merk Eurolines is bezit van een internationale vereniging zonder winstoogmerk volgens de Belgische wet opgericht in 1985. Alle bus- en toermaatschappijen kunnen in principe toetreden tot de organisatie. De commerciële dochtermaatschappij Euroline Services (die ondersteunende diensten levert) wordt bestuurd door een raad van directeuren van de participerende busbedrijven.

### Ontstaan in Nederland
De geschiedenis van Eurolines Nederland gaat terug tot de jaren 1970. Jongeren, onder wie hippies, zochten naar alternatieve reismogelijkheden, onder meer per bus. In het kader daarvan werd in Nederland de busmaatschappij Magic Bus opgericht. Later, in 1983, werd de aanpak professioneler en werd de naam omgedoopt in Budget Bus Travel. De samenwerking met buitenlandse busbedrijven werd bovendien steeds intensiever. Vanaf 1989 nam de coördinatie tussen de lijndiensten verder toe en kwam er een gemeenschappelijk uiterlijk. Ook werd de naam aangepast en vond aansluiting plaats bij het in 1985 opgerichte Eurolines. Eurolines Nederland opende in 1997 het eerste Nederlandse internationale busstation naast het Amstelstation in Amsterdam, later verplaatst naar het NS/Metrostation Duivendrecht.

### Organisatie Nederland
Op 3 december 2014 verhuisde Eurolines Nederland naar station Duivendrecht. 
Sinds 2014 valt Eurolines (weer) onder de vlag van Transdev. Transdev is daarmee de grootste speler binnen het Eurolines netwerk van 29 onafhankelijk opererende busbedrijven. Transdev is eigenaar van Eurolines in zowel Frankrijk, Portugal, België als Nederland. Transdev is in Nederland verder eigenaar van onder andere Connexxion.
Eurolines Nederland B.V. beschikt zelf over één bus voor het verkrijgen van de benodigde lijndienst-vergunningen. Deze bus doet dienst op de lijn Amsterdam-Parijs. Alle overige bussen waarmee gereden wordt, worden gehuurd van diverse touringcarbedrijven. Tot 1 maart 2016 reden er Nederlandse bussen op de lijnen richting London en Parijs. Vanaf dat moment verzorgden Oost-Europese bussen de diensten tezamen met het dochterbedrijf van National Express (Eurolines UK) the Kings Ferry voor Eurolines Nederland. Extra ritten worden nog wel door Nederlandse bedrijven uitgevoerd.

## Routes Nederland
Eurolines verzorgt al langere tijd busreizen vanuit Nederland maar is sinds juli 2016 ook speler in het nationale busvervoer. Niet alle bestemmingen zijn te bereiken vanaf alle plaatsen. De hoofdplaats is station Duivendrecht in de gemeente Ouder-Amstel, vanwaar alle bestemmingen bereikbaar zijn. Opmerkelijk is dat Eurolines dit station in de boekingssystemen aangeeft als "Amsterdam Duivendrecht Station". Wanneer passagiers een ticket willen boeken naar Duivendrecht dienen zij Amsterdam te selecteren. Verder stopt Eurolines te Arnhem, Breda, Den Haag, Deventer, Eindhoven, Enschede, Groningen, Hengelo, Maastricht, Rotterdam, Utrecht en Venlo. Lijnen in de richting Duitsland starten veelal te Rotterdam en de lijnen richting België starten veelal te Amsterdam (Duivendrecht).

## Imago
Over Eurolines bestonden (voor)oordelen, zoals dat de buschauffeurs door blijven rijden zonder rust te nemen, dat het materieel oud en versleten is en dat chauffeurs oogluikend onwettig gedrag toestaan. Vanaf 1997 werd getracht dit imago te verbeteren om de concurrentie van Megabus, IDBUS, Busabout, FlixBus en overige aanbieders van internationale lijndiensten beter aan te kunnen. Controles van instanties zoals de Inspectie Leefomgeving en Transport moeten voorkomen dat de rijtijdenwet wordt overtreden.